# Christopher Said
 (juillet 2018).
Si vous disposez d'ouvrages ou d'articles de référence ou si vous connaissez des sites web de qualité traitant du thème abordé ici, merci de compléter l'article en donnant les références utiles à sa vérifiabilité et en les liant à la section « Notes et références ».
Christopher Said (né le 10 juillet 1970 à Nadur, Malte) est un homme politique maltais. Il est ministre de la Justice de 2008 à 2013 dans le gouvernement de Lawrence Gonzi.
Il fait des études de notariat public (1994) et est docteur en droit (1996) à l'Université de Malte. Il est président du conseil des étudiants pendant ses six années de formation. Adhérent au MZPN (Mouvement de jeunesse du Parti nationaliste, il en est président pendant plus de dix ans.
Christopher Said a aussi été président du Gozo Football Association. Professionnellement, il a travaillé en pratiquant le droit.
Said entre en politique en 1993 en étant élu au Kunsill Lokali de Nadur. Il est maire de 1999 à 2008. C'est durant son mandat que Nadur est distinguée du Prix European Destination of Excellence Award (EDEN). Il se présente aux élections générales de 2008, élu il est nommé secrétaire parlementaire (Parliamentary Secretary) pour le dialogue public et l'information auprès du premier ministre Lawrence Gonzi. À cette responsabilité, il a mené à bien la réforme de l'administration locale, il a reconstitué le MEUSAC (Malta EU Steering Action Committee). Remarqué par le premier ministre, il reçoit la responsabilité de la consommation, de la concurrence et des relations avec l'industrie. Il obtient la réduction du prix des médicaments et fait passer au parlement un projet de loi sur la Malta Competition and Consumer Affairs Authority (Autorité de la concurrence et de la consommation de Malte). Enfin le 6 janvier 2012, il est nommé ministre de la Justice, du dialogue et de la famille. Il est réélu sur la liste du Parti nationaliste comme député aux élections générales de 2013.
Marié à Linda née Attard, ils ont trois enfants, Anastasia, Andrea et Benjamin.